# 博羅瓦河

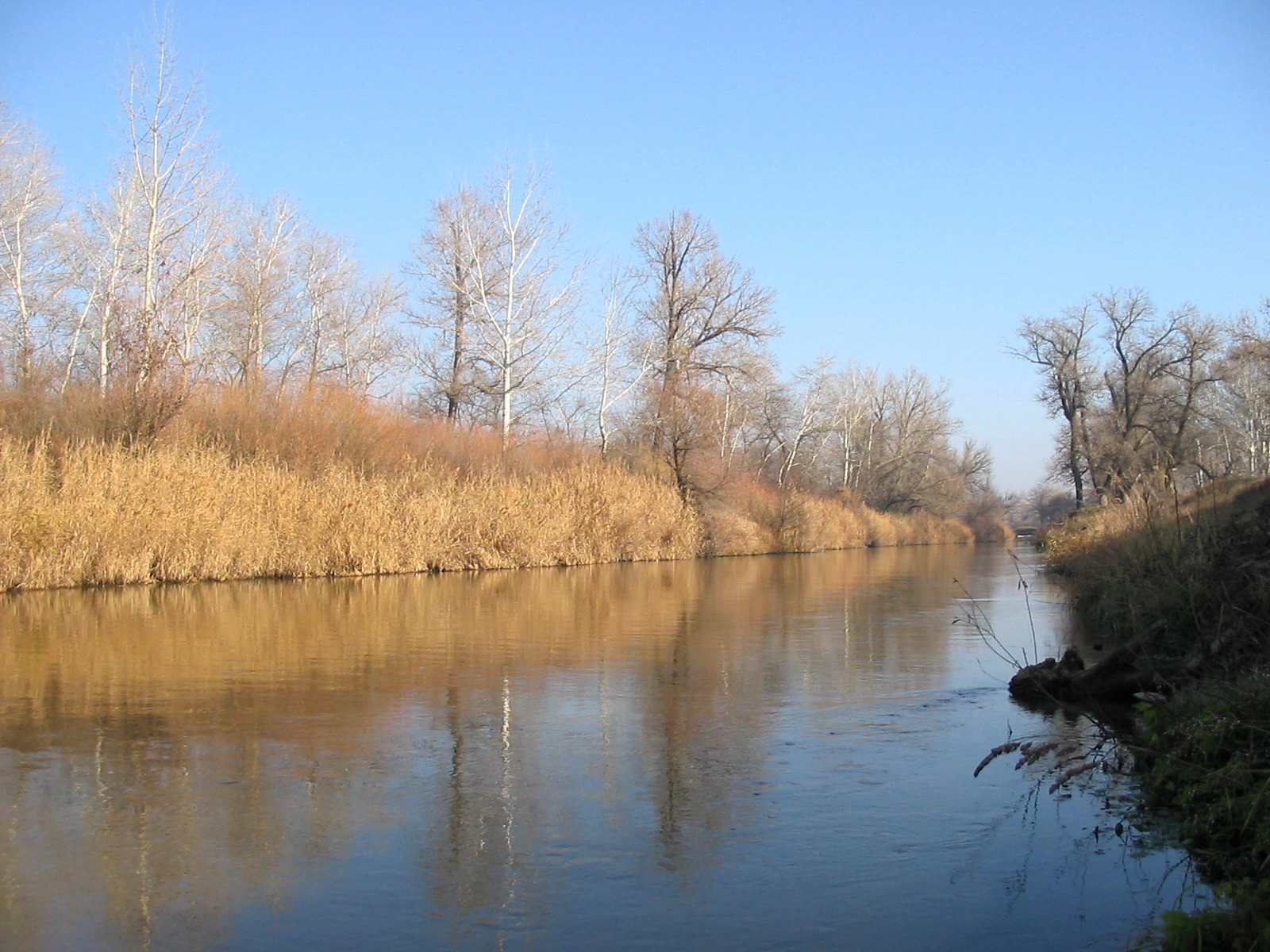
博羅瓦河

博羅瓦河（烏克蘭語：Борова），是烏克蘭的河流，位於該國東部，屬於北頓涅茨河的支流，發源自克魯赫萊，流經盧甘斯克州，河道全長84公里，流域面積1,960平方公里。